# Willie le Roux

a Compétitions nationales et continentales officielles uniquement.

b Matchs officiels uniquement.
Dernière mise à jour le 12 juillet 2025.
Willem Jacobus le Roux dit « Willie le Roux », né le 18 août 1989 au Cap (Afrique du Sud), est un joueur international sud-africain de rugby à XV jouant au poste d'arrière, ailier ou demi d'ouverture aux Bulls.

## Biographie

### Jeunesse et formation
Willie le Roux naît le 18 août 1989 au Cap, en Afrique du Sud, où il grandit. Durant sa jeunesse, il joue notamment avec la Western Province,.

### Carrière en club, province et franchise

#### Débuts avec les Boland Cavaliers (2010-2011)
Passé par la Western Province dans les catégories de jeunes, c'est avec les Boland Cavaliers que Willie le Roux fait ses débuts professionnels. Il joue le premier match de sa carrière le 26 février 2010, lors d'un match de Vodacom Cup contre la Western Province. Il entre en cours de jeu dans une victoire 37 à 28. Il connaît sa première titularisation quelques semaines plus tard, contre les Eagles et inscrit par la même occasion son premier essai professionnel, permettant aux siens de l'emporter d'un point sur le score de 25 à 24.
L'année suivante, en 2011, il réalise une excellente saison en Currie Cup First Division, marquant douze essais. Son équipe atteint la finale de la compétition où elle affronte les Eastern Province Kings. Willie le Roux est titulaire à l'arrière et son équipe s'impose largement 43 à 12, lui permettant de remporter le premier titre de sa carrière. Il s'agit de son dernier match avec cette équipe puisqu'il rejoint ensuite les Griquas.

#### Transfert aux Griquas et débuts en Super Rugby avec les Cheetahs (2012-2015)
Alors qu'il avait fait un essai avec les Stormers, l'entraîneur de l'époque, Rassie Erasmus ne l'a pas conservé en lui disant qu'il « n'était pas assez bon ». C'est pourquoi Willie le Roux rejoint alors les Griquas, en 2012. Dans la foulée de son transfert, il est inclus dans l'effectif des Cheetahs pour la saison 2012 de Super Rugby.
Il débute dans la compétition dès la première journée, contre les Lions. Titularisé au poste d'ailier, il inscrit son premier essai en Super Rugby lors de la troisième journée dans une défaite 24 à 23 face aux Australiens des Brumbies. La semaine suivante, il marque un doublé face aux Melbourne Rebels, faisant provisoirement le meilleur marqueur d'essais de la compétition. Il réalise une très bonne saison, jouant seize matchs pour sept essais marqués, lui permettant d'être titularisé dès le début de la saison 2012 de la Currie Cup avec sa nouvelle équipe. Il fait ainsi sa première apparition avec les Griquas dès la première journée, contre les Blue Bulls. Au total, il joue neuf des dix matchs et marque un essai durant cette édition.
Durant la saison 2013 de Super Rugby, il continue ses bonnes performances, réalisant une nouvelle fois une bonne saison, lui permettant d'être appelé pour la première fois en équipe d'Afrique du Sud par Heyneke Meyer à la fin de celle-ci. Cette saison, il prolonge également son contrat avec les Cheetahs. Puis, il est replacé au poste d'arrière, auquel il joue toute la saison 2014 de Super Rugby. Malgré ce repositionnement, il continue de performer et de progresser. À la fin de cette saison, il est élu meilleur joueur des Cheetahs de l'année. Aussi, en fin d'année 2014, il fait partie des cinq joueurs nommés pour le titre de meilleur joueur du monde World Rugby, avec Jonathan Sexton, Duane Vermeulen, Julian Savea et Brodie Retallick. C'est finalement Retallick qui remporte cette distinction.
Ensuite, il joue neuf matchs sans marquer d'essais durant la saison 2015 de Super Rugby, sa dernière avec les Cheetahs. En fin de contrat avec sa fédération, il décide de quitter l'Afrique du Sud.

#### Exil au Japon et passage aux Sharks (2015-2017)
À l'issue de la saison 2015, Willie le Roux quitte les Cheetahs et l'Afrique du Sud pour le Japon, où il s'engage avec les Canon Eagles. Dans le même temps il s'engage également avec les Sharks pour la saison 2016 de Super Rugby,.
Il joue pour la première fois avec les Canon Eagles en novembre 2015, au retour du Mondial, lors d'un match de Championnat du Japon de la saison 2015-2016, contre les Kobelco Steelers. Il entre en cours de jeu et marque un essai quelques minutes après son entrée. Son équipe est toutefois battue 23-18,. Une semaine plus tard, il est titularisé à l'arrière et marque un deuxième essai en deux matchs. Pour sa première saison au Japon il joue huit matchs et marque quatre essais. Les Canon Eagles se qualifient en quarts de finale du championnat mais sont éliminés aussitôt. À la fin de cette saison de Top League, il fait ses premiers pas avec les Sharks en Super Rugby. Il est titulaire dès la première journée et inscrit un essai pour ses débuts. Il joue treize matchs dans la saison, tous en tant que titulaire pour  trois essais marqués. 
Avant la reprise de la saison 2016-2017 de Top League, Willie le Roux signe un contrat avec les Wasps, mais joue quand même la saison avec son club japonais, son contrat n'étant pas terminé. Il joue ainsi dix matchs et marque trois essais avant de quitter les Canon Eagles.

#### Départ en Angleterre, aux Wasps (2017-2019)
Au mois d'août 2016, Willie le Roux s'engage avec le club des Wasps, évoluant en Premiership. Il ne rejoint le club anglais qu'en cours de saison, une fois son contrat avec les Canon Eagles terminé. Ainsi, au mois de février 2017, en deuxième partie de saison 2016-2017, il joue pour la première fois avec sa nouvelle équipe lors de la quinzième journée de championnat contre les Sale Sharks. Une semaine plus tard, titularisé au poste d'ailier, il inscrit son premier essai avec les Wasps face à Gloucester. Dès son arrivée au club, les Wasps atteignent la finale de Premiership où ils font face à Exeter. Pour cette rencontre, le Roux est titularisé à l'arrière et joue toute la partie, mais les Chiefs l'emportent 20 à 23. Pour sa première saison en Europe, il a joué onze matchs toutes compétitions confondues et marqué un seul essai.
La saison suivante, en 2017-2018, Willie le Roux la joue entièrement, participant à vingt-six matchs, tous en tant que titulaire et marquant huit essais, soit quarante points. Les Wasps ne parviennent pas à se qualifier une seconde fois d'affilée en finale du championnat, étant battus en demi-finale par les Saracens, malgré un doublé de le Roux dans cette rencontre (défaite 57-33). Puis, durant la saison 2018-2019, les Wasps ne parviennent même pas à se qualifier pour les phases finales après avoir terminé huitième de la phase régulière, et Willie le Roux quitte le club à la fin de la saison,.

#### Deuxième passage au Japon, aux Toyota Verblitz (2020-2023)
Après un court séjour de deux ans et demi en Angleterre, Willie le Roux retourne au Japon, cette fois rejoignant les Toyota Verblitz.

#### Retour en Afrique du Sud (depuis 2023)
Durant l'été 2023, après un passage de quatre ans au Japon, il fait son retour dans son pays natal, dix ans après l'avoir quitté, en signant un contrat de trois ans avec les Bulls,.
En 2023-2024, son équipe perd la finale du United Rugby Championship, vaincue 21 à 16 par les Glasgow Warriors,.
Durant la saison 2024-2025, il perd de nouveau la finale du United Rugby Championship, cette fois contre les Irlandais du Leinster sur le score de 32 à 7.

### Carrière internationale

#### Premières capes
Après deux très bonnes saisons consécutives en Super Rugby, Willie le Roux est appelé pour la première fois en équipe d'Afrique du Sud en juin 2013, par Heyneke Meyer, pour une série de trois matchs amicaux contre l'Italie, les Samoa et l'Écosse. Il obtient ainsi sa première cape internationale le 8 juin 2013 à cette occasion, dès le premier match face aux Italiens, à Durban, en Afrique du Sud. Bien qu'il joue la plupart du temps au poste d'ailier avec les Cheetahs, il est titularisé à l'arrière et réalise une première convaincante. Les Springboks l'emportent facilement sur le score de 44 à 10,. Il est ensuite reconduit comme titulaire à l'arrière pour les deux matchs suivants contre les Samoa (victoire 56-23) et l'Écosse (victoire 30-17) et s'impose définitivement dans le XV de départ sud-africain.
Deux mois plus tard, Willie le Roux est sélectionné pour le Rugby Championship 2013. Il joue les six matchs du tournoi en tant que titulaire et marque trois essais.

#### Double champion du monde en 2019 et 2023
En juin 2023 il est sélectionné par Jacques Nienaber dans un groupe de quarante joueurs pour préparer le Rugby Championship,. Durant cette compétition, il joue tous les matchs en tant que titulaire et l'Afrique du Sud termine à la deuxième place,. Puis, début août, il est convoqué pour participer à la Coupe du monde 2023.  Durant le Mondial, il dispute dispute six rencontres, dont deux en tant que titulaire et marque deux essais en phase de poule contre la Roumanie et les Tonga. Son pays se qualifie en finale où il affronte la Nouvelle-Zélande. Willie Le Roux débute la rencontre sur le banc des remplaçants, puis entre en jeu à la 66e minute à la place de Damian Willemse et son équipe s'impose sur le score de 11 à 12. Les Springboks sont donc champions du monde pour la quatrième fois de leur histoire, devant l'équipe la plus titrée de la compétition désormais,,. Willie Le Roux remporte quant à lui cette compétition pour la seconde fois consécutive.

## Statistiques en équipe nationale
Au 3 novembre 2023, Willie le Roux compte 93 sélections sous le maillot des Springboks, inscrivant 15 essais, 75 points.
Il participe à dix éditions du Rugby Championship, en 2013, 2014, 2015, 2016, 2017, 2018, 2019, 2021, 2022 et en 2023.
Il participe à trois éditions de la Coupe du monde, en 2015, où il dispute six rencontres, Samoa, l'Écosse, les États-Unis, le pays de Galles, la Nouvelle-Zélande et l'Argentine. En 2019 où il joue cinq rencontres face à la Nouvelle-Zélande, l'Italie, le Japon, le pays de Galles et l'Angleterre. Enfin, en 2023 où il prend part à six rencontres face à l'Écosse, la Roumanie, les Tonga, la France, l'Angleterre et la Nouvelle-Zélande.

## Palmarès

### En club, province, franchise
- Boland Cavaliers
  - Vainqueur de la Currie Cup First Division en 2011
- Wasps
  - Finaliste du Championnat d'Angleterre en 2017
- Bulls
  - Finaliste du United Rugby Championship en 2024 et 2025.

### En sélection nationale
- Afrique du Sud
  - Troisième de la Coupe du monde en 2015
  - Vainqueur du Rugby Championship en 2019 et 2024
  - Vainqueur de la Coupe du monde en 2019 et 2023